# Sabine Thillaye
Sabine Thillaye, née le 18 mai 1959 à Remscheid (Allemagne), est une femme politique franco-allemande.
Un temps adhérente du parti politique français Nous Citoyens, elle rejoint En marche, devenu La République en marche (LREM), en juin 2016 et est élue députée dans la cinquième circonscription d'Indre-et-Loire lors des élections législatives françaises de 2017. Elle siège d'abord au sein du groupe LREM. Présidente de la commission des Affaires européennes à l'Assemblée nationale, elle est exclue en janvier 2020 de son groupe parlementaire pour avoir refusé de céder son poste. Elle rejoint dans un premier temps le nouveau groupe Écologie démocratie solidarité en mai 2020, puis dans un second temps le groupe MoDem en septembre 2020.

## Biographie
Sabine Thillaye naît Fuchs en 1959 à Remscheid, en Allemagne de l'Ouest, de parents allemands. Son père est médecin. Elle fait des études supérieures de droit à Münster. Elle immigre en France en 1983, et prend des cours à l'Institut de Touraine. Trois ans plus tard, elle se marie avec un Français à Tours. Elle est naturalisée française en 2014.
Sabine Thillaye cofonde en 1987 une agence de communication web-design active en France et en Allemagne, basée à Saint-Cyr-sur-Loire en Indre-et-Loire. Elle la dirige jusqu'en 2017. À ce titre, elle est cheffe de file de la commission « Relations médias » du Medef Touraine en 2006-2007, et membre du Conseil d’administration du Medef Touraine de 2016 à 2017.
Sabine Thillaye a également été chargée de cours en allemand juridique à l'Université François Rabelais de Tours. Elle est membre fondatrice puis présidente de l'association Europe Val de Loire.

## Parcours politique

### Débuts avec Nous Citoyens
Sabine Thillaye adhère à Nous Citoyens en 2014, parti dont elle est la tête de liste aux élections européennes la même année dans la circonscription Massif central-Centre, déléguée régionale Centre Val de Loire et membre du Comité directeur, élue Vice-Présidente par la suite.
Sabine Thillaye intègre le parti En marche (devenu La République en marche, LREM) fondé par Emmanuel Macron en juin 2016. Elle n'a jamais auparavant occupé de mandat politique et se définit alors de centre droit.

### Députée
Sabine Thillaye remporte les élections législatives de 2017 sous l'étiquette de La République en marche, opposée au second tour au candidat Les Républicains Fabrice Boigard. Elle siège au sein du groupe La République en marche.
Elle est membre de la commission des Affaires européennes, dont elle est élue présidente le 5 juillet 2018. Lors de la remise en jeu des postes au sein du groupe LREM en juillet 2019, prévue depuis 2017, elle refuse de céder son poste, indiquant que, conformément aux règlements du groupe parlementaire et de l'Assemblée nationale, celui-ci n'est pas à pourvoir. Elle a propose toutefois d'organiser en lieu et place un scrutin en décembre pour sa commission. Le 29 janvier 2020, elle conserve finalement la présidence de la commission des Affaires européennes, mais est exclue du groupe parlementaire LREM. Elle reste membre du parti LREM.
Lors de la réunion constitutive de l'Assemblée parlementaire franco-allemande le 25 mars 2019, Sabine Thillaye est élue, avec son homologue allemand Andreas Jung, présidente du bureau de cette assemblée.
En mai 2020, elle rejoint le nouveau groupe parlementaire Écologie démocratie solidarité, formé avec d'autres députés ayant quitté La République en marche. En juillet 2020, elle est l'une des deux membres du groupe EDS à voter pour la confiance au nouveau gouvernement Jean Castex.
En septembre 2020, elle rejoint, avec d'autres députés LREM, le groupe MoDem : elle indique qu'elle « aurai[t] pu aller chez Agir ensemble ou peut-être même retourner chez LRM avec un nouveau président bientôt élu », mais qu'elle « préfère être dans un groupe qui n’est pas trop pléthorique et où il est encore possible de se connaître et de pouvoir s’exprimer ».
Elle rejoint le groupe MoDem et apparentés en septembre 2020.
Candidate à sa propre réélection lors des législatives de 2022, elle est réélue au second tour avec 59,06% des suffrages exprimés, face à la candidate du Rassemblement national Ambre Louisin. Elle est ensuite réélue lors des législatives anticipées de 2024, obtenant 59,27% des suffrages au second tour face au candidat du Rassemblement national après désistement de la candidate du Parti communiste français qualifiée en troisième position.